# Ita-Askonas-Preis
Der Ita-Askonas-Preis (Ita Askonas Prize) wird seit 2009 von der European Federation of Immunologicial Societies (EFIS) vergeben, zunächst alle drei Jahre, seit 2023 jährlich. EFIS ist der Zusammenschluss aller Fachgesellschaften für Immunologie in Europa. Der Preis soll hervorragende Immunologinnen würdigen, die seit mindestens vier und höchstens zehn Jahren eine eigene Arbeitsgruppe leiten. Der Preis ist mit 20.000 Euro dotiert. Vorschlagsberechtigt sind die jeweiligen europäischen Fachgesellschaften. Der Preis ist nach der 2013 verstorbenen britischen Immunologin Brigitte A. Askonas (genannt Ita) benannt.

## Preisträgerinnen
- 2009 – Fiona Powrie (Oxford, Vereinigtes Königreich)
- 2012 – Francesca Granucci (Mailand, Italien)
- 2015 – Karin Tarte (Rennes, Frankreich)
- 2018 – Jenny Mjösberg (Stockholm, Schweden); Anna Katherina (Katja) Simon (Oxford, Vereinigtes Königreich)
- 2021 – Christiane Opitz (Heidelberg, Deutschland)
- 2023 – Muzlifah Haniffa (Wellcome Sanger Institute, Cambridge und Universität Newcastle, Vereinigtes Königreich); Charlotte Scott (Universität Gent, Belgien)
- 2024 – Sarina Ravens (Hannover, Deutschland)